# Rise and Fall, Rage and Grace
Rise and Fall, Rage and Grace – ósma studyjna płyta punkrockowego zespołu The Offspring, wydana po 5-letniej przerwie. Płyta miała swoją premierę 16 czerwca w Europie i 17 czerwca w USA. Album nagrywany był od listopada 2006 do kwietnia 2008 w Maui na Hawajach i w Orange County.
Płyta zawiera 12 premierowych piosenek. Producentem albumu jest Bob Rock, odpowiedzialny za „Czarny album” Metalliki, a także brzmienie Mötley Crüe i Aerosmith. Utworem promującym płytę jest Hammerhead, który 5 maja trafił do rozgłośni radiowych. Piosenka ta została też udostępniona na oficjalnej stronie zespołu. Jak zapewnia zespół nagrany materiał jest najlepszym w dotychczasowej karierze. Są to piosenki bardziej surowe niż ostatnie dokonania grupy, ale nie pozbawione charakterystycznych dla The Offspring refrenów i chwytliwych melodii.

## Lista utworów
1. Half-Truism – 3:26
2. Trust in You – 3:09
3. You’re Gonna Go Far, Kid – 2:58
4. Hammerhead – 4:38
5. A Lot Like Me – 4:28
6. Takes Me Nowhere – 2:59
7. Kristy, Are You Doing Okay? – 3:42
8. Nothingtown – 3:29
9. Stuff Is Messed Up – 3:32
10. Fix You – 4:19
11. Let’s Hear It for Rock Bottom – 4:05
12. Rise and Fall – 2:59

### Japoński bonus track
1. O.C. Life – 2:53

## Single
1. Hammerhead
2. You’re Gonna Go Far, Kid
3. Kristy, Are You Doing Okay?
4. Half-Truism

## Promocyjne tournée
W 2007 The Offspring po raz pierwszy zaprezentował Hammerhead na Summersonic Festival w Japonii, zanim jakiekolwiek szczegóły dotyczące nowego albumu zostały ujawnione. Ta piosenka została potem ponownie zagrana pierwszej nocy na australijskim Soundwave Festival. Potem jednak została zastąpiona na liście przez utwór Half-Truism, który nie był jeszcze grany. W maju 2008, podczas swoich występów na X-Fest, KJEE Summer Roundup i KROQ Weenie Roast zespół wykonał po raz pierwszy piosenkę You’re Gonna Go Far, Kid obok Hammerhead. Od tego czasu zagrali obie piosenki na Electric Festival w Hiszpanii, Rock in Rio 2008 w Portugalii oraz Rock am Ring i Rock im Park w Niemczech.

## Daty wydania
| Data       | Kraje |
| ---------- | --- |
| 11 czerwca | Japonia |
| 13 czerwca | Austria · Włochy · Niemcy · Grecja · Holandia · Szwajcaria                                                          |
| 14 czerwca | Australia |
| 16 czerwca | Belgia · Czechy · Dania · Francja · Irlandia · Norwegia · Polska · Portugalia · Południowa Afryka · Wielka Brytania |
| 17 czerwca | Kanada · Hiszpania · Stany Zjednoczone · Azja · Ameryka Łacińska · Brazylia                                         |
| 18 czerwca | Finlandia · Szwecja                                                                                                 |

## Twórcy

### The Offspring
- Dexter Holland – wokal, gitara
- Noodles – gitara, chórki
- Greg K. – bas, chórki

### Dodatkowi muzycy
- Josh Freese – perkusja
- Bob Rock – producent
- Chris „X-13” Higgins – dodatkowe wokale